# Nicole Chouraqui
Nicole Chouraqui z domu Dahan (ur. 18 marca 1938 w Algierze, zm. 31 sierpnia 1987 w Paryżu) – francuska polityk i ekonomistka, posłanka do Parlamentu Europejskiego I i II kadencji.

## Życiorys
Córka Félixa Dahana i Marcelle Cohen-Bacri, wywodziła się z rodziny Pied-Noir pochodzenia żydowskiego. Studiowała ekonomię, w 1959 ukończyła Szkołę Nauk Publicznych w Instytucie Nauk Politycznych w Paryżu. Od 1960 pracowała jako analityk finansowy dla Banque d'union parisienne. Od 1970 zatrudniona w Office de radiodiffusion-télévision française, gdzie odpowiadała za utworzenie gazety o tematyce ekonomicznej.
Od lat 70. działała w Partii Radykalnej, w 1977 za namową Jacques’a Chiraca przeszła do
Zgromadzenia na rzecz Republiki, gdzie została zastępcą sekretarza generalnego. Była radną regionu Île-de-France, a także radną miejską i zastępcą mera Paryża. W latach 1979–1980 i 1984–1987 była posłanką do Parlamentu Europejskiego. Należała do Europejskich Postępowych Demokratów i Europejskiego Sojuszu Demokratycznego, w obydwu pełniła funkcję wiceprzewodniczącej. Zmarła w trakcie II kadencji PE.
Była żoną Claude’a Chouraqui. Jej imieniem nazwano jedną z ulic w 19. dzielnicy Paryża.